# Beggin' (Måneskin)
Beggin' è un brano musicale del gruppo musicale italiano Måneskin, quarta traccia del primo EP Chosen, pubblicato l'8 dicembre 2017.
È stato insignito del Billboard Music Award alla miglior canzone rock del 2022.

## Descrizione
Si tratta di una cover del brano omonimo del 1967 dal gruppo The Four Seasons. La versione dei Måneskin si rifà tuttavia alla versione incisa dai Madcon nel 2008 in chiave rap rock.
Il gruppo ha eseguito il brano per la prima volta dal vivo il 2 novembre 2017, in occasione della seconda puntata dell'undicesima edizione del talent show X Factor, in cui hanno vinto ottenendo un terzo dei voti totali su sei partecipanti.

## Tracce
1. Beggin' (Live) – 3:27

## Successo commerciale
Beggin' ha raggiunto la 39ª posizione della Top Singoli italiana nel dicembre 2017. In seguito alla vittoria del gruppo all'Eurovision Song Contest 2021 e alla conseguente fama internazionale, il brano ha ottenuto popolarità sulla piattaforma TikTok e ha fatto il suo debutto anche in varie classifiche europee.
In Germania Beggin' è riuscito ad imporsi alla vetta della Deutsche Singlechart, divenendo il primo brano della band a raggiungere tale traguardo. Medesimo risultato eguagliato anche nella classifica svizzera.
Nella classifica dei singoli britannica il brano ha debuttato alla 73ª posizione nella classifica del 18 giugno 2021 grazie a 7 035 unità di vendita. Nella sua seconda settimana è divenuto il secondo pezzo del gruppo a piazzarsi nella top ten del Regno Unito, arrivando alla 10ª posizione con 21 771 unità di vendita. I Måneskin sono così diventati il quarto artista ad aver riscosso successo nel paese con una propria versione di Beggin' dopo i Timebox (1968), i Four Seasons (con il remix del 2007) e i Madcon (2008).
Il 4 luglio 2021 il brano ha conquistato la vetta della classifica mondiale di Spotify, scavalcando Good 4 U di Olivia Rodrigo. Beggin' è stato inoltre il secondo brano più ascoltato al mondo dell'estate 2021 sulla medesima piattaforma.

## Classifiche

### Classifiche settimanali
| Classifica (2021-22)             | Posizione massima |
| -------------------------------- | ----------------- |
| Argentina                        | 24                |
| Australia                        | 3                 |
| Austria                          | 1                 |
| Belgio (Fiandre)                 | 4                 |
| Belgio (Vallonia)                | 21                |
| Brasile                          | 8                 |
| Canada                           | 9                 |
| Canada (rock)                    | 27                |
| Colombia                         | 11                |
| Costa Rica                       | 6                 |
| Danimarca                        | 4                 |
| El Salvador                      | 3                 |
| Finlandia                        | 3                 |
| Francia                          | 5                 |
| Germania                         | 1                 |
| Grecia                           | 1                 |
| India                            | 4                 |
| Irlanda                          | 3                 |
| Islanda                          | 6                 |
| Italia                           | 15                |
| Lituania                         | 1                 |
| Messico                          | 8                 |
| Norvegia                         | 2                 |
| Nuova Zelanda                    | 3                 |
| Paesi Bassi                      | 1                 |
| Panama                           | 15                |
| Perù                             | 8                 |
| Portogallo                       | 1                 |
| Regno Unito                      | 6                 |
| Repubblica Ceca                  | 1                 |
| Russia                           | 54                |
| Singapore                        | 6                 |
| Slovacchia                       | 1                 |
| Spagna                           | 17                |
| Stati Uniti                      | 13                |
| Stati Uniti (alternative)        | 1                 |
| Stati Uniti (rock & alternative) | 2                 |
| Sudafrica                        | 13                |
| Svezia                           | 5                 |
| Svizzera                         | 1                 |
| Ucraina                          | 12                |
| Ungheria                         | 2                 |

### Classifiche di fine anno
| Classifica (2021) | Posizione |
| ----------------- | --------- |
| Australia         | 21        |
| Austria           | 5         |
| Belgio (Fiandre)  | 36        |
| Belgio (Vallonia) | 85        |
| Brasile           | 73        |
| Canada            | 30        |
| Danimarca         | 32        |
| Finlandia         | 8         |
| Francia           | 39        |
| Germania          | 14        |
| Irlanda           | 36        |
| Islanda           | 32        |
| Italia            | 43        |
| Nuova Zelanda     | 30        |
| Paesi Bassi       | 30        |
| Portogallo        | 17        |
| Regno Unito       | 51        |
| Spagna            | 67        |
| Stati Uniti       | 66        |
| Svezia            | 37        |
| Svizzera          | 13        |
| Ungheria          | 11        |
| Classifica (2022) | Posizione |
| Austria           | 63        |
| Belgio (Fiandre)  | 151       |
| Belgio (Vallonia) | 152       |
| Brasile           | 186       |
| Canada            | 70        |
| Francia           | 156       |
| Lituania          | 53        |
| Svizzera          | 100       |
| Ucraina           | 79        |
| Classifica (2023) | Posizione |
| Ucraina           | 122       |